# 奥川久美子
奥川 久美子（おくがわ くみこ）は、日本の女性声優。主にアダルトゲームに声をあてている。大阪府在住。サークル「黒毛屋本舗（くろげやぽんぽ）」主宰。

## 人物
- ツンデレキャラの声を担当することが多い[2]。
- 小麦粉を入れた袋を揉むことが好き[2]。好きな食べ物は麺類[3]。
- クールな女性キャラや男の娘キャラの演技にも定評があり、その他ナレーション的な役割もこなす。

## 出演
※ 太字はヒロインまたは主役。

### アダルトゲーム
2002年
- Silvern〜銀の月、迷いの森〜（ノアン）

2003年
- オレ様ティーチャー（野宮 千春）

2004年
- Silent Half（相庭 志緒理）
- おしかけプリンセス（倉本 まどか）
- 妄想念波通信（大沢 美月）
- Real 〜欲望のレール〜（キャラE・キャラG）
- 乳忍者 〜摩天楼へ乳ボンバー〜（天頼 南美・アマゾン忍者）

2005年
- 魔王と踊れ! 〜Legend of the Lord of Lords〜（ヴァユ・ヴァンガード）
- 水仙花（坂本 恵美）
- 狂った教頭 〜断罪の学園〜（川奈 壬茜音）
- あいし〜きゅ〜 ボクっ娘なんて呼ばないでっ（奈都塚 梓居）

2006年
- 堕淫 〜屈辱のカミングアウト〜（堀部 基子）
- 光撃少女ファルセリオン 〜ツンデレのセオリー〜（七星 春日）
- 責められて 〜女店長〜（江藤 桐子）
- 彼女たちの流儀（兎月 胡太郎）

2007年
- 操淫 〜恥辱に染まるトラウマ〜（日凪 朋美）
- Scramble Heart（熊野 歩）
- 堕淫フォーカス 〜レイプを誘う少女〜（堀部 基子）
- みこみこランブル（南知 千莉）

2008年
- 女囚姦獄 〜1号棟：葵編〜（朱鎖 葵）
- 美少女が来る! 〜ヤられる前にヤってやる〜（高峰 伊織）
- 3次元少女を保護しました（沙羅）
- メアメアメア（槇野 七菜）
- 乳忍者レボリューション 〜彼女たちを調教せよ〜（天頼 南美・アマゾン忍者）

2009年
- 妹たちは俺のモノ（紅音）
- BALDR SKY Dive2 "RECORDARE"（シゼル・ステインブレッシェル）
- 絶対領域っ!（鈴原 エリカ）[4]
- 鬼うた。 〜鬼が来たりて、甘えさせろとのたもうた。〜（2009年 - 2010年、浅倉 誠二） - 2作品
- 奴隷聖徒会長ヒカル〜淫魔に占領された学園〜（泉 ショウ）
- 2次元少女に保護されました（マヤ）

2010年
- ド田舎ちゃんねる5 〜こちら鈴音学園放送部〜（エレナ・ハドソン・こー太）
- オレの妹のエロさが有頂天でとどまる事を知らない（桐原 巴）
- メアメアメアSP（槇野 七菜）
- クドわふたー（氷室 憂希）
- 姫剣士エステル〜孕ませ王2〜（レイラ・アレクセイ・ウラジミール=ドルガル）
- 甘えむっ♪（えねみ）
- 狂った教頭No.2（神楽坂 祀璃）
- BALDR SKY DiveX "DREAM WORLD"（シゼル・ステインブレッシェル）
- 絶対★妹原理主義!!（永峰 ゆかな）

2011年
- フラグへし折り男（相澤 まひる）
- 眠れる花は春をまつ。（天童 一馬）
- 手毬花（秋山 小鈴）
- 孕神〜はらかみ〜（最神 ようこ）
- 突然怪人になった俺が魔法少女を堕とす話（ラグリア）

2012年
- エロゲーしようよっ!（三乃瀬 由々花）[5]
- Fortuna Rhapsody（岩神 菜子）[6]
- マテリアルブレイブ（錦織 志織）[7]

2013年
- バルドスカイ ゼロ（シゼル・ステインブレッシェル）[8]

2014年
- バルドスカイ ゼロ2（シゼル・ステインブレッシェル）
- リラクゼーション癒香 ～身体も心も癒されて～（ユカ）[9]

2015年
- アヤカシ散華（天々）
- Rance03 -リーザス陥落-（セピア・ランドスター）[10]
- リラクゼーション癒香・艶 ～人妻セラピストによる洗体～（ユカ）[11]
- リラクゼーション癒香･陽 ～人妻セラピスト達による癒しの時間～（ユカ）[12]

2016年
- リラクゼーション癒香･双 ～人妻セラピスト達の贅沢Wコース～（ユカ）[13]

2017年
- 鬼がくる。 〜姉がひん死でピンチです〜（九条 凛々）
- サイミンアプリ -悪夢の寝取られゲーム-（菊池 香央）

2018年
- ASCOT:Demon'sWaltz
- サイミンアプリ Another -終わらない寝取られゲーム-（菊池 香央）

2019年
- 母爛漫（ハル）
- ALPHA-NIGHTHAWK（リュネット）
- ネコ神さまと、ななつぼし -妹の姉-（高橋 有希）

2020年
- LOVE・デスティネーション（黛 眞優梨）
- BETA-SIXDOUZE（オリジン、リュネット、ナイア）

2021年
- 黒獣2・改 ～淫欲に染まる背徳の都、再び～ アペンドシナリオ追加パック（エレオノーラ）

2023年
- GAMMA DIMENSION ～ALPHA&BETA FAN DISK～（オリジン）

### ゲーム
- デモンパラサイト 悪魔のような天使の彼女（立石 良子）

### ドラマCD
- 鬼ごと。零〜ばーすでぃ〜（姫歌の母）

### 同人作品
2018年
- ドラマCD妄想・おしんこ茄子作り（茄子姐さん）
- マリー将軍の触手ラボ（村娘）
- まり∽くり -R- ～Queen Save the God ♪～（黒鳩 ミキ）
- 音声作品「下着ドロ(未遂)なキミを捕まえたお姉さんの、オシオキ淫語ぱんつ責めフルコース 」（お姉さん）
- ドラマCD騒声プリズム
- 音楽CD「昭和歌謡紅白歌合戦」　おニャノ子クラブ「ナ・イ・ショ・の14106」歌唱
- UnHolY DisAsTeR -Complete Edition-（司書）

2019年
- ドラマCD司☆姉妹（シスターシスター）（司 蝶子）

## インターネットラジオ
- non-bily,mat-taly（不定期、のんまた2号）